# Eriopyga albipuncta
Eriopyga albipuncta är en fjärilsart som beskrevs av William Schaus 1894. Eriopyga albipuncta ingår i släktet Eriopyga och familjen nattflyn. Inga underarter finns listade i Catalogue of Life.